# Predappio
Predappio là một đô thị ở tỉnh Forlì-Cesena, vùng Emilia-Romagna của Italia, với dân số 6.362 người. Đây là nơi sinh của Benito Mussolini. Đây cũng là nơi chôn cất ông.